# Megachile fulvomarginata
Megachile fulvomarginata is een vliesvleugelig insect uit de familie Megachilidae. De wetenschappelijke naam van de soort is voor het eerst geldig gepubliceerd in 1906 door Cockerell.